# صفحه آدریاتیک

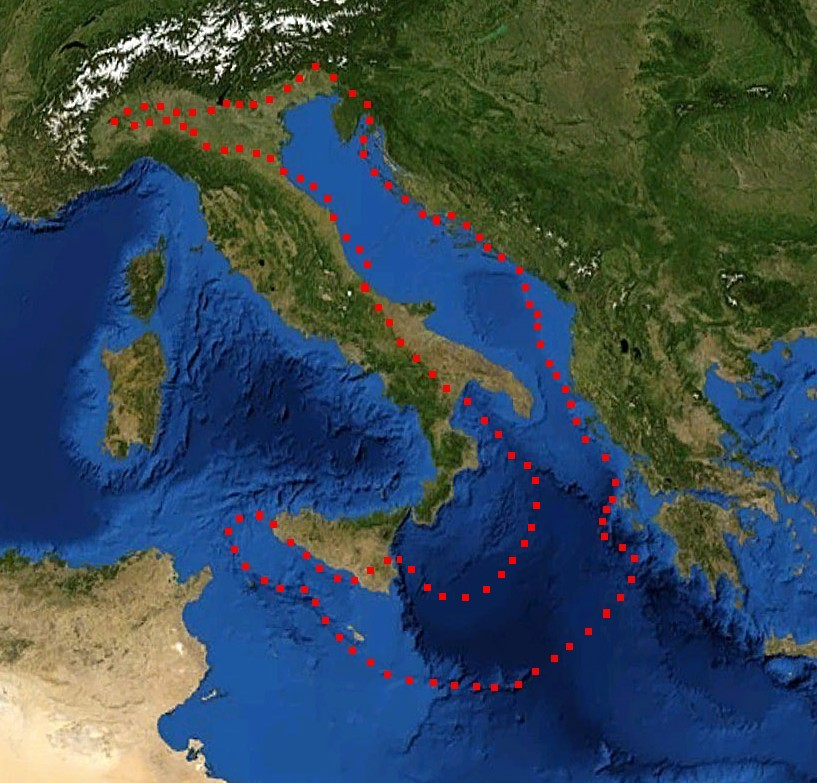
مرزهای ورقه آدریاتیک

صفحه آدریاتیک (انگلیسی: Adriatic Plate) یک صفحه زمین‌ساختی کوچک از نوع پوسته قاره‌ای است که در دوره کرتاسه در امتداد یک گسل ترادیسی بزرگ از صفحه آفریقا جدا شده است. نام صفحه آدریاتیک معمولاً برای اشاره به بخش شمالی این ورقه به کار می‌رود. این بخش از صفحه آدریاتیک طی کوه‌زایی آلپین و در زمان برخورد قاره‌ای صفحه آدریاتیک با صفحه اوراسیا تغییر شکل داده است.
بخش شرقی شبه‌جزیره ایتالیا، بخش ساحلی اسلوونی و دریای آدریاتیک بر روی این صفحه قرار دارند. سنگ‌های رسوبی آهکیمیانه‌زیستی بر روی این صفحه نهشته شده‌اند.